# Костяй
Костяй — деревня в Бабаевском районе Вологодской области.
Входит в состав Дубровского сельского поселения, с точки зрения административно-территориального деления — в Дубровский сельсовет.
Расположена на левом берегу реки Чагодоща. Расстояние по автодороге до районного центра Бабаево составляет 49 км, до центра муниципального образования деревни Дубровка — 12 км. Ближайшие населённые пункты — Званец, Клавдино, Слудно, Ясное.
Население по данным переписи 2002 года — 12 человек.